# Francis Rooney
Laurence Francis Rooney III, född 4 december 1953 i Tulsa i Oklahoma, är en amerikansk republikansk politiker och diplomat. Han var ledamot av USA:s representanthus 2017–2021.
Rooney avlade 1975 kandidatexamen och 1978 juristexamen vid Georgetown University. Därefter var han verksam som affärsman och tjänstgjorde sedan som USA:s ambassadör vid Heliga stolen 2005–2008.